# Terres baixes de la conca de la mar Negra

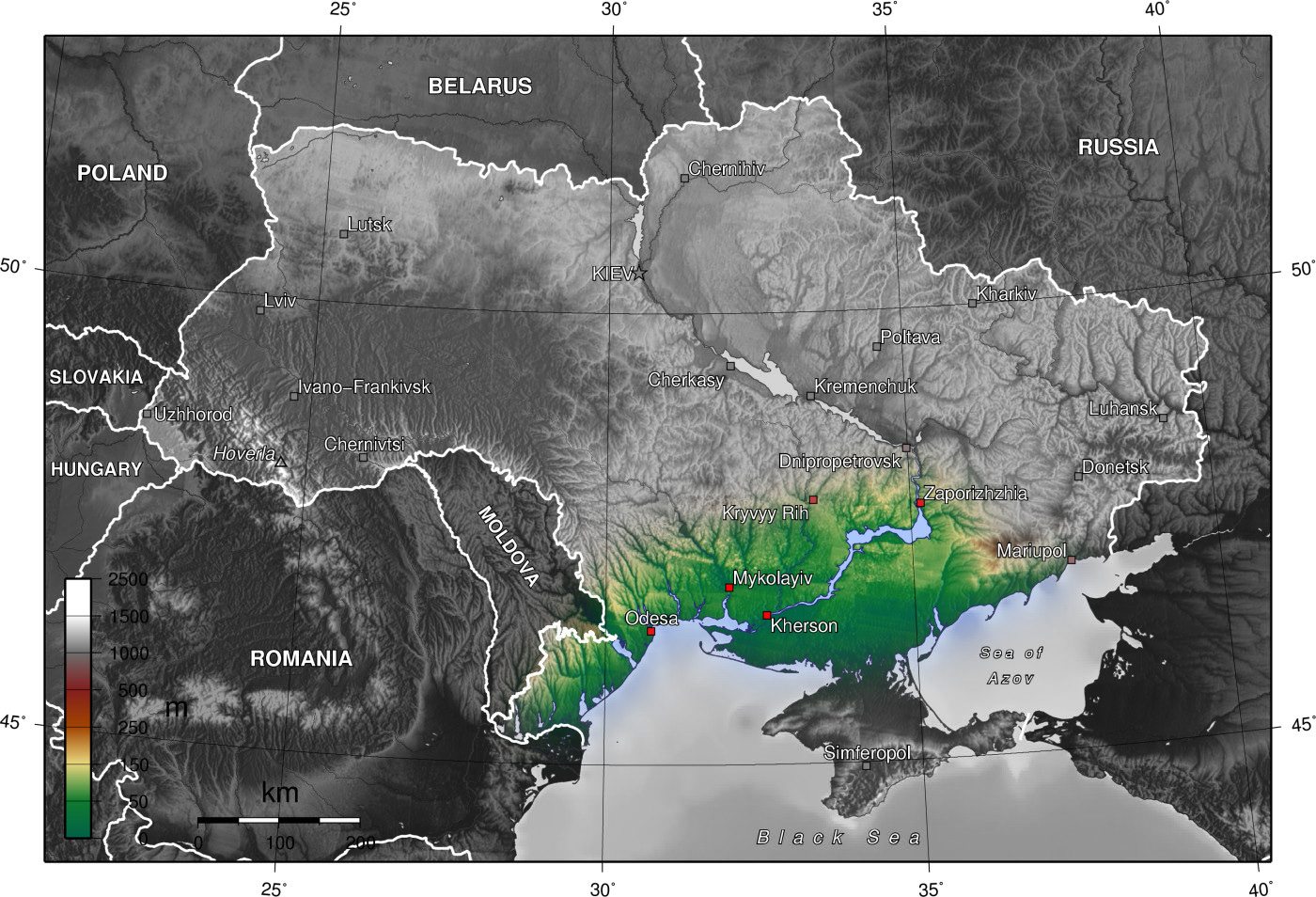
Les terres baixes de la conca del Mar Negre estan marcades amb el color verd

Les terres baixes de la conca de la mar Negra o la depressió de la mar Negra són les terres baixes del sud d'Ucraïna i Moldàvia que formen part de la Plana europea oriental. És un pla inclinat lleugerament cap al sud de la plana adjacent a les mars Negra i d'Azov. La depressió de la mar Negra està situada entre la delta del riu Danubi a l'oest i el riu Kalmius a l'est. Les altures van des de -5 m (a prop de l'estuari de Kuiàlnik) fins a 1502 m, amb una mitjana de 90 a 150 m.
Les Terres Baixes de la conca de la Mar Negra estan compostes de sediments marins del Paleogen i Neogen (pedra calcària, sorra, argila) coberta de loess.
Les planes són travessades (amb una sèrie de terrasses) per les amples valls dels rius Dnièper, Buh Meridional, i Dnièster entre d'altres. La costa és majoritàriament escarpada i sovint es produeixen esllavissades de terra. A prop del mar hi ha molts límans profunds, com ara el Dnièper, Dnièster, i altres que sobresurten en el mar.
Predominen paisatges esteparis amb txernozioms i sòls de color castany fosc. La majoria de les estepes són llaurades i s'utilitzen com a terres agrícoles.